# عفیفه شرتونی
عفیفه شرتونی (۱۸۸۶-۱۹۰۶) نویسنده و روزنامه‌نگار لبنانی و دختر سعید شرتونی بود.